# Gil Manrique de Manzanedo
Gil Manrique de Manzanedo (m. ca. 1243), rico-homem com origem no reino de Castela, senhor de Manzanedo e de Villalobos pelo seu casamento, foi o filho mais velho de Manrique Gomes de Manzanedo e de Toda Vélaz.[a]

## Esboço biográfico
Aparece pela primeira vez na documentação em Aguilar de Campoo em 1204 com seus irmãos, Gómez, Ruy e Maria, numa venda de umas propriedades. Participou na Batalha das Navas de Tolosa em 1212 com seus irmãos Gomes Manrique, mestre da Ordem de Calatrava, e Rodrigo Manrique de Lara, primeiro senhor de Amusco.  Em 1217 esteve envolvido no conflito pela sucessão do rei Henrique I de Castela e inicialmente apoiou a rainha Berengária mas depois, em 1218, ficou do lado dos Lara e deixou o reino de Castela e foi para o reino de Leão onde governou as tenências de Toro, Castronuevo e Mayorga até 1222.
Esteve com seus irmãos Gomes, Rodrigo e Fernando Manrique na conquista de Córdova em 1236. Em outubro 1238, ele e sua esposa fizeram uma doação à Ordem de Calatrava e foram admitidos na ordem como "familiares no espiritual e material". A última vez que aparece na documentação foi em 1243 e provavelemente, ele e sua esposa Teresa foram sepultados no convento da Ordem de Calatrava.

## Casamento e descendência
Casou com Teresa Fernandes, senhora de Villalobos e filha de Fernando Gonçalves, senhor de Villalobos—da linhagem dos Flaínez, filho de Gonçalo Osório, senhor de Villalobos, filho a sua vez do conde Osório Martínez—e de Elvira Pelaez.[a] Deste matrimónio nasceram:
- Álvaro Gil de Manzanedo,[10] senhor da casa de Manzanedo, ao contrário de seus irmãos, não usou o sobrenome de Vilalobos. Casou com Toda Fernandes, senhora de Brizuelas, filha de Fernando Álvares Girão e Teresa Rodrigues de Lara, os pais de Teresa Alvares, senhora de Brizuela e Manzanedo, a esposa de Nuno Guilhén de Gusmão, filho de Guilhén Peres de Gusmão e Maria Gonçalves Girão.[11]
- Ruy Gil de Vilalobos (morto em 1289),[12] senhor de Vilalobos, casou com Maria Dias de Haro, senhora de Autillo, filha de Lope Ruiz de Haro o Chico e de Berengária Gonçalves Girão.[13]
- Gonçalo Gil de Vilalobos casou com Maior Afonso de Meneses, 6.ª senhora de Meneses que depois de enviuvar, casou com Afonso de Molina, e foi a mãe da rainha Maria de Molina.[12]
- Gomes Gil de Vilalobos,[12] cónego da Catedral de Leão
- Teresa Gil de Vilalobos, a esposa de Gomes Gonçalves de Roa.[14]